# Francisco de Goya
Francisco José de Goya y Lucientes (/ˈɡɔɪə/; tiếng Tây Ban Nha: [fɾanˈθisko xoˈse ðe ˈɣoʝa i luˈθjentes]; 30 tháng 3 năm 1746 - 16 tháng 4 năm 1828) là một họa sĩ trường phái lãng mạn và thợ in người Tây Ban Nha gốc Aragon. Goya là một họa sĩ hoàng gia trong triều đình Tây Ban Nha và là một nhà ghi chép biên niên sử. Các tác phẩm mang phong cách nghệ thuật phá cách và sáng tạo của ông là hình mẫu cho các nghệ sĩ thế hệ sau như Édouard Manet hay Pablo Picasso.
Ông sinh ra trong một gia đình khiêm tốn năm 1746 tại làng Fuendetodos vùng Aragon. Ông học vẽ từ 14 tuổi với thày dạy José Luzán y Martinez và chuyển đến Madrid để học thày Anton Raphael Mengs. Ông kết hôn với Josefa Bayeu năm 1773; cuộc sống của đôi vợ chồng trẻ là một chuỗi sự kiện có thai và sẩy thai. Ông trở thành một họa sĩ cung đình cho Hoàng gia Tây Ban Nha vào năm 1786. Phần đầu sự nghiệp của ông là những bức chân dung của các nhân vật tầng lớp quý tộc và hoàng gia Tây Ban Nha, cũng các hình vẽ hoạt hình theo phong cách của Rococo được vẽ riêng cho các cung điện hoàng gia.
Goya là một người kín tiếng và mặc dù thư từ và sách của ông được xuất bản công khai nhưng dư luận biết tương đối ít về suy nghĩ riêng tư của ông. Ông bỗng ốm nặng và không được chẩn đoán vào năm 1793 khiến ông hoàn toàn bị điếc. Sau năm 1793 các tác phẩm của ông trở nên tối hơn và mang màu sắc bi quan. Tranh vẽ và tranh tường, tranh in và các bản vẽ của ông phản ánh một cái nhìn ảm đạm về quan hệ cá nhân, xã hội và chính trị của ông. Thái độ bi quan này tương phản với giai cấp xã hội của ông lúc đó. Ông được bổ nhiệm Giám đốc Học viện Hoàng gia trong năm 1795, năm Manuel Godoy đã ký một hiệp ước bất lợi với Pháp. Năm 1799 Goya đã trở thành Primer Pintor de Camara, cấp bậc cao nhất cho một họa sĩ hoàng gia Tây Ban Nha lúc đó. Vào cuối những năm 1790, được Godoy yêu cầu, ông đã hoàn thành tác phẩm Maja khỏa thân, một bức tranh khỏa thân - tác phẩm táo bạo đáng kể ở thời kỳ đó - mang phong cách của Diego Velázquez. Năm 1801 ông vẽ bức tranh Charles IV của Tây Ban Nha và gia đình của ông. Năm 1807 Napoleon lãnh đạo quân đội Pháp đánh Tây Ban Nha.
Ông ở lại Madrid trong cuộc chiến tranh Bán đảo trên. Điều này dường như đã ảnh hưởng sâu sắc đến ông. Mặc dù ông không nói lên suy nghĩ của mình trước công chúng, những suy nghĩ này có thể được cảm nhận từ chuỗi các tranh in "Thảm họa của chiến tranh" của ông (mặc dù được xuất bản 35 năm sau khi Goya mất) và bức tranh vẽ năm 1814 Ngày 2 tháng 5 năm 1808 và Ngày 3 tháng 5 năm 1808. Các tác phẩm khác từ thời kỳ giữa của ông bao gồm chuỗi tranh khắc gỗ "Los Caprichos" và Los Disparates và một loạt các bức tranh có liên quan với điên loạn, nhà thương điên, phù thủy, sinh vật kỳ quái, tôn giáo và tham nhũng chính trị, tất cả đều cho thấy ông đã lo sợ cho số phận của đất nước Tây Ban Nha và sức khỏe tâm thần và thể chất của chính ông. Đỉnh điểm của những sự lo lắng này là tác phẩm "Tranh Đen" được vẽ trong giai đoạn 1819-1823, vẽ bằng sơn dầu trên tường thạch cao của nhà ông, "ngôi nhà của người đàn ông bị điếc" "Quinta del Sordo". Tác phẩm này đánh dấu sự vỡ mộng của ông đối với sự phát triển chính trị và xã hội trong nước, và ông đã sống gần như cô lập một mình. Goya cuối cùng đi khỏi Tây Ban Nha vào năm 1824 để nghỉ dưỡng ở thành phố Bordeaux của Pháp cùng với cô hầu giúp việc và bạn đồng hành trẻ hơn rất nhiều tên Leocadia Weiss. Ở Bordeaux ông đã hoàn thành chuỗi tranh "La Tauromaquia" và một số bức tranh sơn dầu. Sau một cơn đột quỵ khiến ông bị liệt nửa phải cơ thể, bị giảm thị lực và hết vật liệu vẽ tranh, ông đã chết và được chôn cất ngày 16 tháng 4 năm 1828 ở tuổi 82. Thi hài của ông sau đó đã được mai táng lại tại Tây Ban Nha.

## Thời thơ ấu

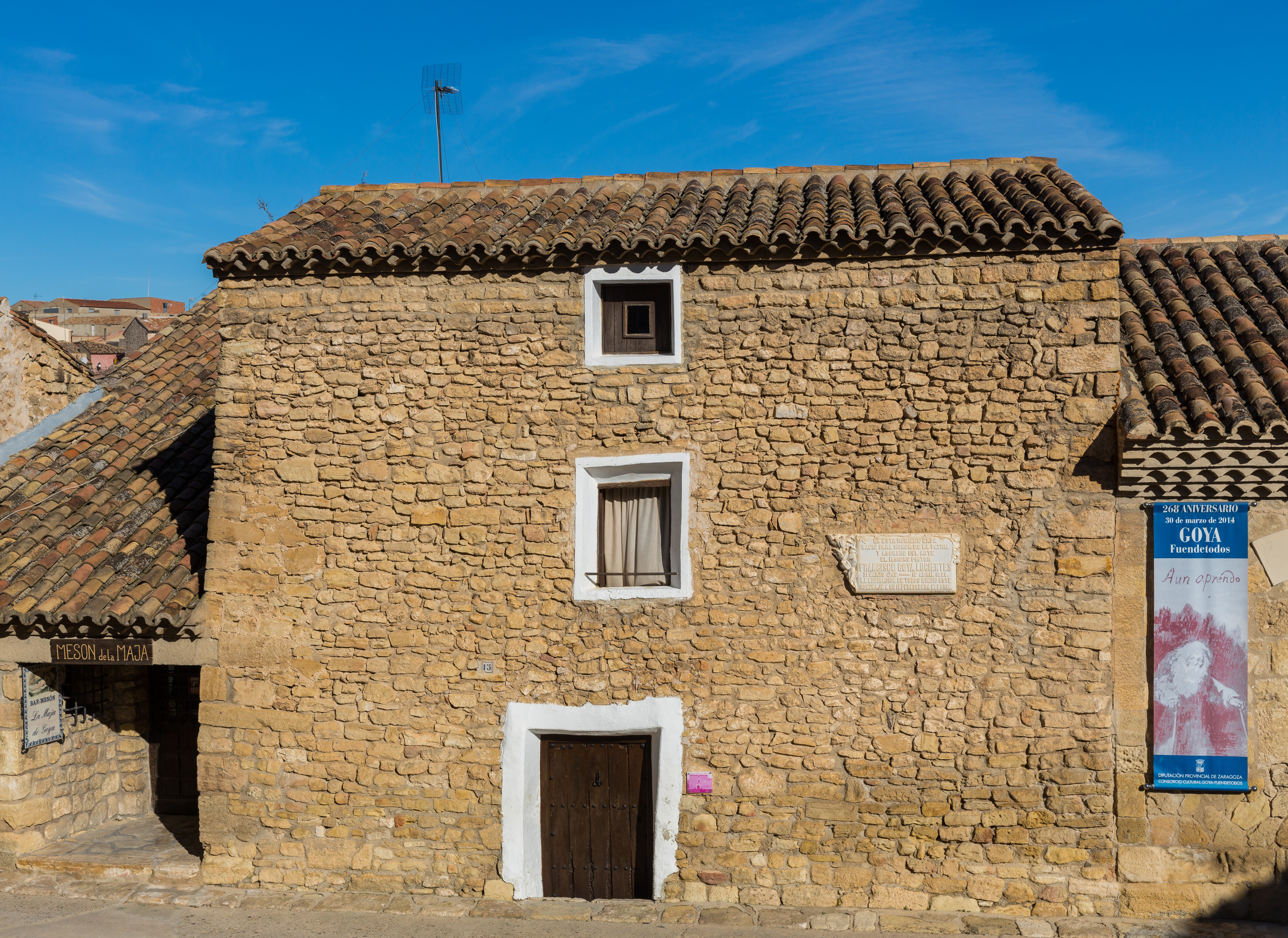
Ngôi nhà, nơi Goya sinh ra tại Zaragoza, Aragon

Francisco José de Goya y Lucientes sinh ngày 30 tháng 3 năm 1746 tại làng Fuendetodos thuộc tỉnh Aragon, Tây Ban Nha. Francisco là người con thứ tư của ông Jose Goya và bà Engracia Lucientes. Cha của ông là một thợ thủ công từ xứ Basque, chuyên làm các kỷ vật giát bằng các lá vàng mỏng còn bà mẹ Engracia thuộc về một gia đình địa chủ tại Fuendetodos. Gia đình Goya đã dọn nhà tới thị xã Zaragoza khi Francisco lên 4 tuổi.
Vào thập niên 1750, Francisco theo học trường tôn giáo Escuelas Pias de San Anton trong thị xã Zaragoza, cậu đã học tiếng Latin giống như các trẻ em cùng thời. Chính trong thời kỳ này, Francisco kết bạn với Martin Zapater và nhờ các bức thư trao đổi giữa Zapater và Goya mà người đời sau mới hiểu rõ về con người của họa sĩ, về các lý do tại sao họa sĩ Goya nhận lãnh chức vụ trong triều đình Tây Ban Nha cùng những thất vọng của ông trước các cảnh bạo hành mà ông là một nhân chứng.
Năm lên 13 hay 14 tuổi, Francisco Goya theo học bốn năm hội họa tại xưởng vẽ của ông José Luzan y Martinez. Ông chuyển đến Madrid, nơi ông học với Anton Raphael Mengs, một họa sĩ nổi tiếng trong hoàng gia Tây Ban Nha. Ông đã có mâu thuẫn với thầycủa mình, và kỳ thi của ông đã không đạt yêu cầu. Goya nộp đơn vào học Học viện Mỹ thuật Hoàng gia năm 1763 và 1766, nhưng đã bị từ chối.

## Sự nghiệp

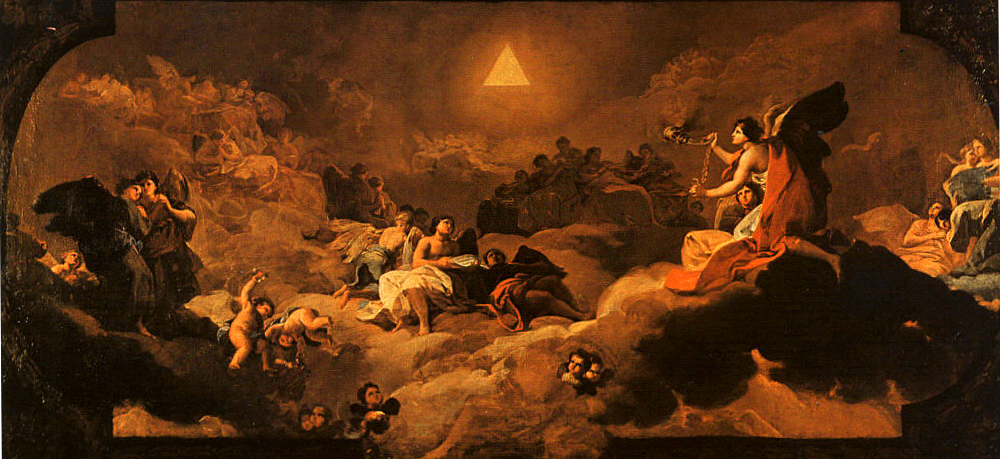
La adoración del nombre de Dios (Sự thờ phượng danh Đức Chúa Trời), 1772

Goya sau đó chuyển đến Roma, nơi mà vào năm 1771 ông giành giải nhì trong một cuộc thi vẽ tranh được tổ chức bởi thành phố Parma. Cuối năm đó, ông trở lại Zaragoza và vẽ tranh một số bộ phận của các vòm của Vương cung thánh đường Catedral-Basílica de Nuestra Señora del Pilar, bao gồm cả Adoración del nombre de Dios (tôn sùng Chúa). Bức tranh tường đã làm cho Francisco Goya nổi tiếng và vào năm 1773, Goya đã kiếm được nhiều tiền hơn ông thầy Luzan. Goya cưới Josefa Bayeu vào ngày 25 tháng 7 năm 1773.

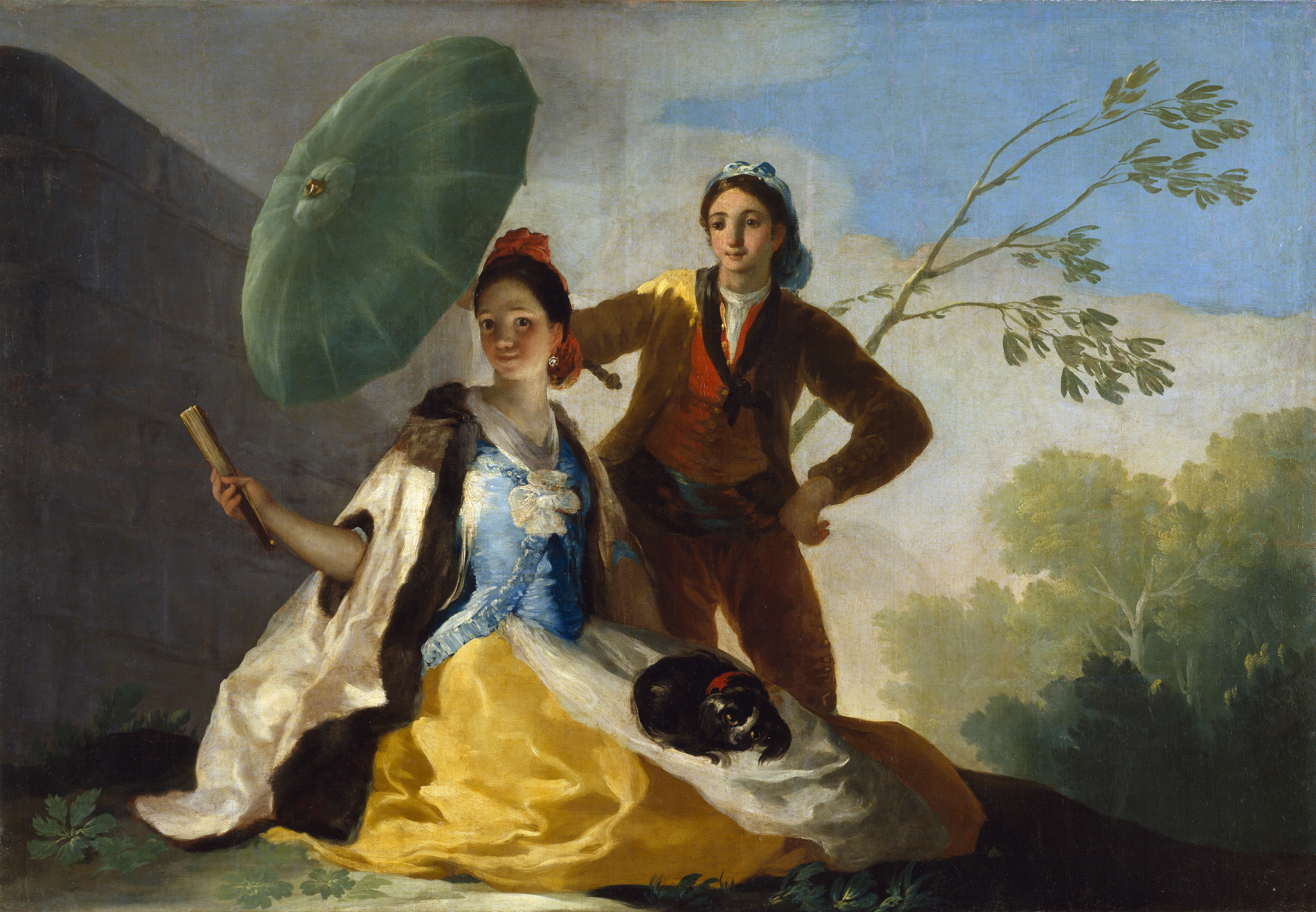
El Quitasol (Cái lọng), 1777

Năm 1783, bá tước Floridablanca, một người được vua Carlos III sủng ái đã giao cho Francisco Goya vẽ một chân dung toàn thân của ông. Qua hai mùa hè, Goya đã vẽ cả hai hoàng tử và gia đinh bá tước. Bá tước Floridablanca là nhân vật quan trọng nhất trong triều đình Tây Ban Nha, một người có cảm tình với Phong trào Khai sáng, với các đạo luật cấp tiến về kinh tế và xã hội được thi hành dưới thời Vua Calos III. Bá tước Floridablanca đã vừa lòng về tác phẩm chân dung của mình, nên đặt Francisco Goya vẽ thêm 6 tấm tranh cho ngân hàng San Carlos mà ông mới sáng lập. Trong hai năm 1785-1786, ông cũng vẽ các bức "Chân dung của Nữ bá tước Benavente" và "Chân dung của Hầu tước Pontejos". Các họa phẩm này có màu sắc rất rực rỡ, diễn tả rõ ràng thứ chất liệu của y phục đề tài. Nữ bá tước Benavente cũng là bà Bá Tước Osuna và bức chân dung của bà này đã ảnh hưởng tới một trong các họa sĩ danh tiếng người Pháp của thế kỷ 19, đó là ông Edouard Manet, thuộc trường phái Hội Họa mới. Các họa sĩ Pháp thời đó đã gọi Manet là "người Tây Ban Nha của thành phố Paris".

## Tác phẩm
Từ năm 1820 tới năm 1824, Goya thực hiện các bức tranh mà người đời sau gọi tên là "các bức tranh đen", lúc đầu được vẽ vào tường phòng ăn, về sau được chuyển sang vải bố. Khi vào trong phòng ăn, có ba tấm tranh lớn: Saturn đang ăn thịt con trai và Judith với cái đầu của Holofernes. Đây là viên tướng người Assyrian đã bị giết bởi nàng góa phụ Judith của thành phố Bethulia. Tác phẩm thứ ba của Francisco Goya có tên là Ngày nghỉ của các phù thủy trong đó con quỷ có bề ngoài là con dê đang thuyết giảng cho đám phù thủy mặc áo nhà tu. Nhà danh họa đã chế giễu giới tu sĩ trong y phục của thú vật.

## Hình ảnh

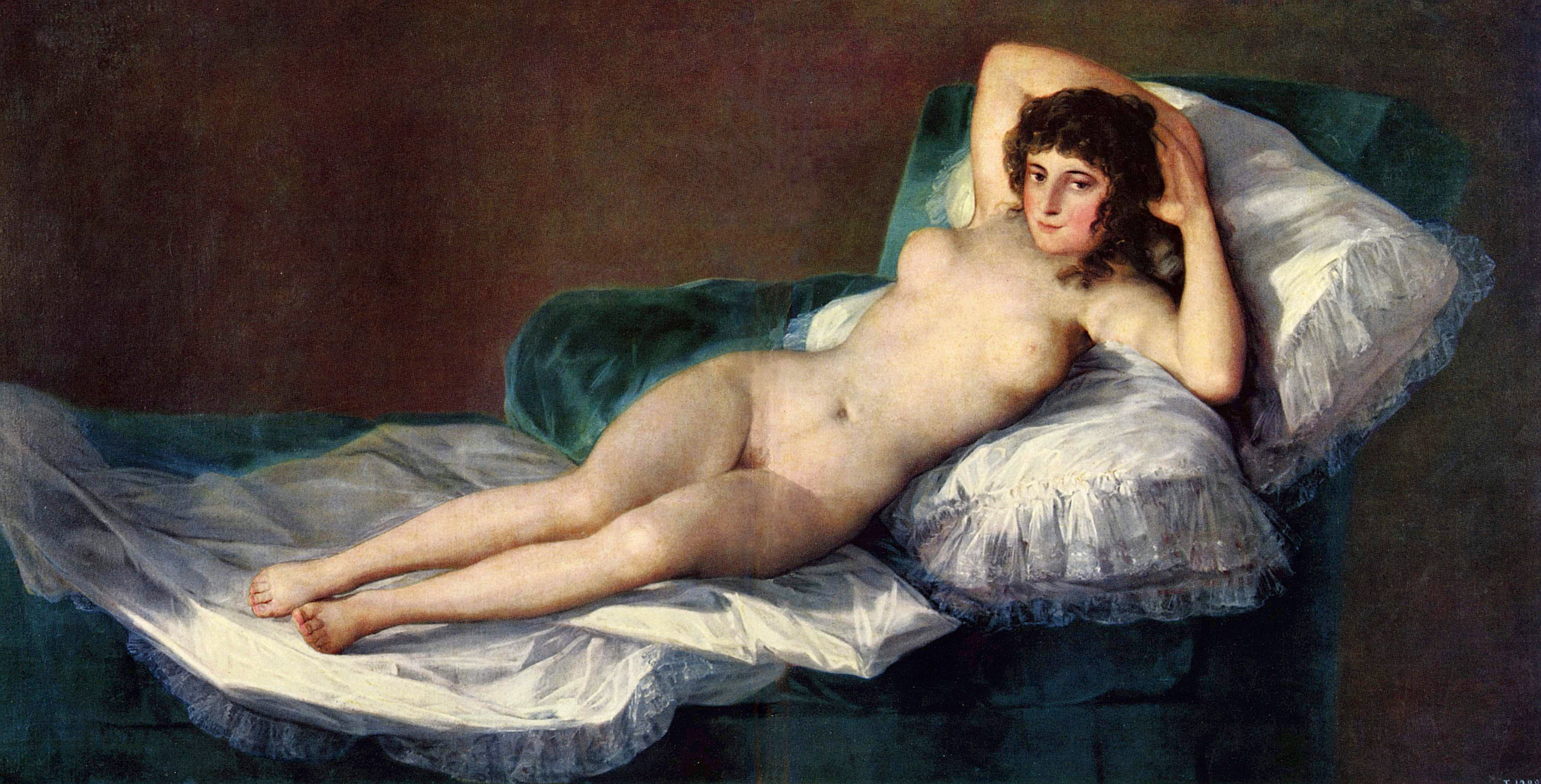
Maja khỏa thân
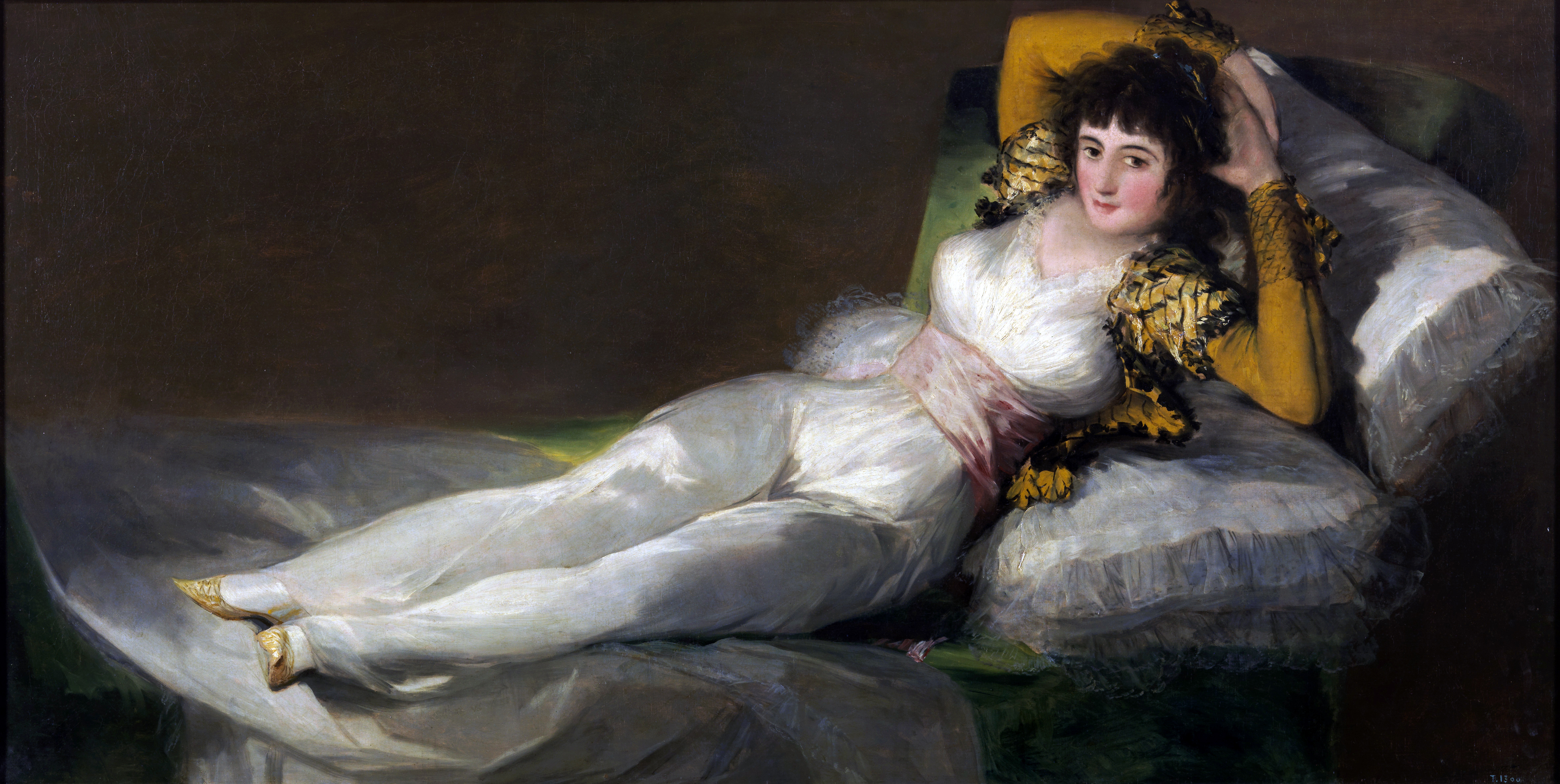
Maja mặc áo
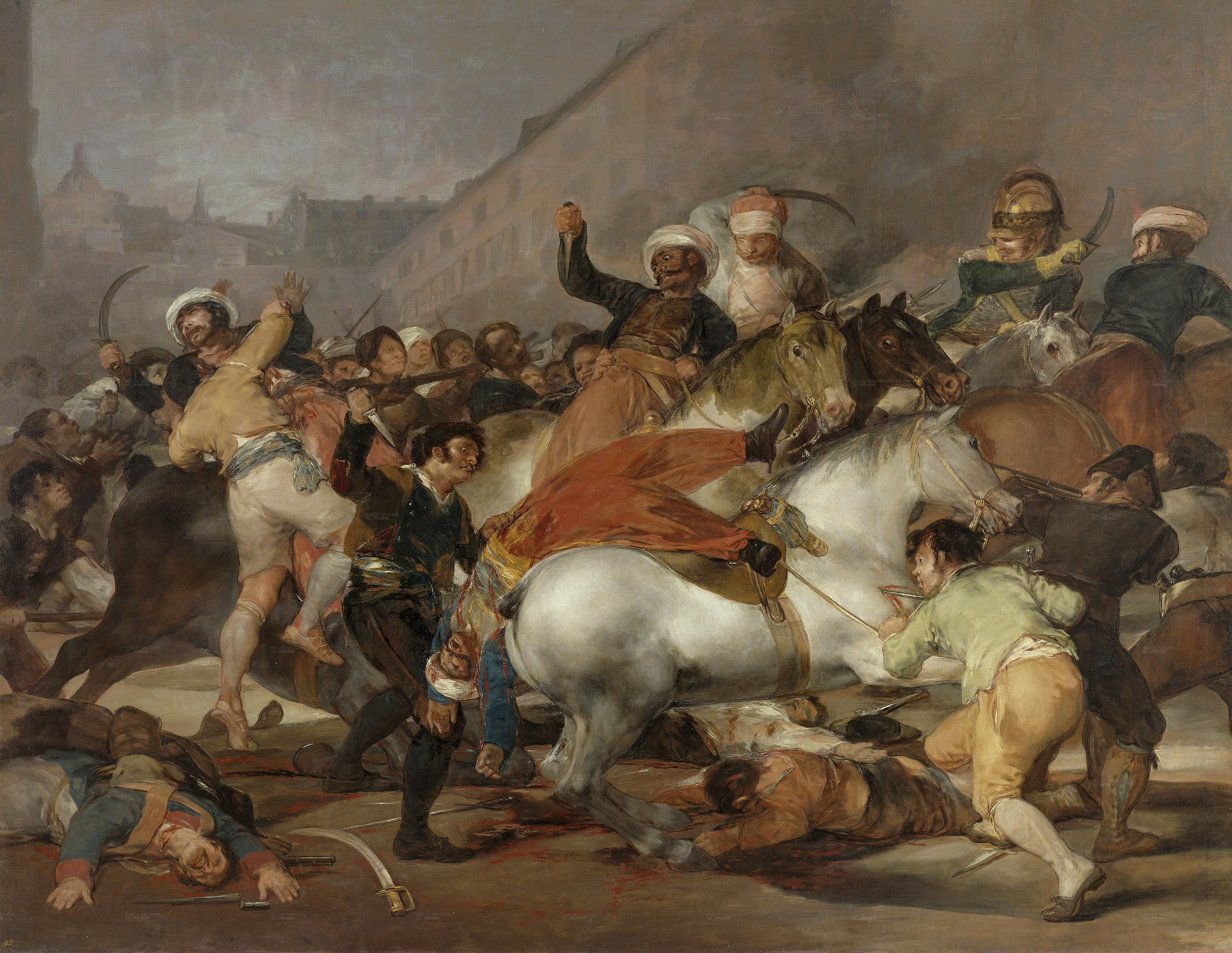
Ngày 2/5/1808
3/5/1808